# Maciejewo (województwo zachodniopomorskie)
Maciejewo – osada sołecka w Polsce, położona w województwie zachodniopomorskim, w powiecie goleniowskim, w gminie Maszewo.
W latach 1975–1998 miejscowość administracyjnie należała do województwa szczecińskiego.
We wsi znajduje się:
- kościół filialny pw. św. Kazimierza parafii pw. MB Gromnicznej[4].
- Pałac z 1899, trzykondygnacyjny o skromnych elewacjach neogotyckich, rozbudowany ryzalitami, wykuszami i wieżą. W otoczeniu zadbany park[5]